# Исламбек Мисостов
Исламбек Мисостов (ок. 1660—1732) — старший князь-валий (пшыщхуэ) Кабарды (1721—1732), сын главного князя-валия Мисоста Казиева (ок. 1672—1695) и внук Кази Пшеапшокова.

## Биография
Исламбек Мисостов был лидером протурецки настроенной части кабардинских князей.
В 1720 году крымский хан Саадет-Гирей (1717—1724) предпринял большой карательный поход на Кабарду. Вначале хан отправил в Большую Кабарду своих посланцев с требованием прекратить все сношения с Русским государством и присягнуть Турции и Крымскому ханству. Кабардинские князья отвергли ультиматум хана.
Весной 1720 года 40-тысячная крымская армия во главе с ханом Саадет-Гиреем вторглась в Кабарду. Крымцы разорили и уничтожили много кабардинских селений. Саадет-Гирей потребовал от кабардинцев выдачи четырёх тысяч «ясырей» и возврата убытков, понесённых татарами во время неудачного похода Каплан-Гирея в 1708 году. Саадет-Гирей объявил старшим князем Кабарды Ислама (Исламбека) Мисостова.
Совет кабардинских князей отказался исполнять требования крымского хана Саадет-Гирея. Послов от кабардинских князей хан арестовал и двинул свои войска через Кубань. Крымцы организовали заговор с целью истребления всех прорусски настроенных князей. В это время князья Мисостовы и Атажукины во главе со старшим князем Кабарды Исламбеком Мисостовым капитулировали. А князья Джамбулатовы и Кайтукины раскрыли заговор и со своими подданными укрылись в горах. Их возглавил князь Асланбек Кайтукин. Они укрылись в урочище Кашкатау, в городке-крепости Черек, который был построен за короткий срок. Остальные кабардинские князья во главе с Исламом Мисостовым остались в урочище Кызбурун при Аксане, то есть в Баксане. Таким образом, в 1720 году Большая Кабарда расделилась на две враждебные группировки, получившие по русской терминологии название Баксанской и Кашкатавской партий.
В августе 1720 года крымский хан Саадет-Гирей с 40-тысячным войском перешёл реку Кубань и повёл свои силы на князей Кайтукиных и Бекмурзиных. Князь-валий Исламбек Мисостов и некоторые кабардинские князья со своими отрядами приняли участие в этом походе. Осада Черекского городка продолжалась до конца 1720 года. Положение осажденных было сложным и в одно время Бекмурзины даже предлагали пойти на перемирие с крымским ханом, но Асланбек Кайтукин, «не хотя того слышать, всякими способами их от того отвращал». Крымские войска при поддержке отрядов князей Мисостовых и Атажукиных не смогли овладеть Черекским городком. Кабардины развернули на своей территории партизанскую борьбу, которая сделала невыносимым дальнейшее пребывание хана Саадет-Гирея и его войско в Кабарде. В декабре 1720 года хан со своим войском отступил от Черекского городка и возвратился на Кубань. Расположив здесь свой лагерь, Саадат-Гирей стал направлять отряды по всей территории Кабарды для разорения и грабежа страны. Поведение ханских войск вызвало острое недовольство у населения Кабарды, участились пограничные инциденты.
В январе 1721 года на реке Нальчик состоялось сражение между князьями Кайтукиными и Бекмурзиными и превосходящими силами крымского хана и отрядов Мисостовых и Атажукиных. В ходе битвы большая часть дворян в войске Мисотовых и Атажукиных перешла на сторону князя Асланбека Кайтукина, а результате чего крымские татары были разгромлены и оттеснены из Большой Кабарды.
В 1721 году царское правительство отправило военную помощь прорусски настроенным кабардинским князьям. В конце того же года астраханский губернатор полковник А. П. Волынский с небольшим отрядом казаков и калмыков прибыл в Терский город. Кашкатавская партия радостно встретила русского сановника, надеясь при его помощи расправиться со своими противниками — князьями Атажукиными. В свою очередь Атажукины отказались от встреч с представителем России, пока не получат возмещение от казаков за причинённые ими разорения. Старший князь-валий Кабарды Исламбек Мисостов со своими дворянами приехал к Артемию Волынскому, принёс извинение за вынужденный переход к крымскому хану и заверил присягой соблюдать верность России. А. П. Волынский отказал Асланбеку Кайтукину в помощи против Атажукиных и в результате многочисленных встреч с враждующими сторонами примирил главу Кашкатавской партии со старшим князем Исламбеком Мисостовым.
В 1720-х годах продолжилась междоусобная борьба между кашкатавской (Кайтукины и Бекмурзины) и баксанской (Мисостовы и Атажукины) партиями в Кабарде. Глава кашкатавской партии Асланбек Кайтукин вступил в союз с кубанским сераскиром Бахти Гераем и выдал за него замуж свою дочь. Бахти Герай, опираясь на силу крымского хана, разорил Большую Кабарду и стал принуждать кабардинских князей подчиниться его власти, требуя их переселения на Кубань. В 1729 году во время очередного похода на Кабарду кубанский сераскир Бахти Герай был убит в бою.
Исламбек Мисостов породнился с крымским ханом Саадет-Гиреем. Царевич Салих-Гирей, сын хана, женился на дочери старшего кабардинского князя. В 1730 году османский султан в третий раз назначил новым крымским ханом Каплан-Гирея (1730—1736). Его соперник Салих-Гирей бежал из Крыма в Кабарду к своему тестю, к старшему князю Исламбеку Мисостову. С ним ушло двух тысяч ногайских семей, примерно до 35-40 тысяч человек. В свою очередь, хан Каплан-Гирей признавал единственным претендентом на княжение в Кабарде Асланбека Кайтукина, который в свою очередь получил от хана в распоряжение 19-тысячное войско.
Летом 1731 году крымские войска во главе с царевичем Арслан-Гиреем и Асланбеком Кайтукиным подошли к границам Кабарды. Они потребовали выкуп «за кровь» двух султанов из расчета по одному ясырю с каждого двора. Валий Кабарды Исламбек Мисостов, напуганный реальной угрозой вторжения крымских войск под предводительством его соперника Асланбека Кайтукиным, изъявил готовность признать покровительство России над Кабардой и для обсуждения этого вопроса созвал хасу, где было выражено единодушное согласие депутатов, присягнуть новой императрице на верность России. В соответствии с решением императорского двора комендант крепости Святого Креста генерал Д. Ф. Еропкин выдвинул русские войска к границам Кабарды. Крымцы начали отступление, в результате которого были разбиты объединёнными силами кабардинцев и ногайцев Салих-Гирея.
В 1732 году старший князь-валий Кабарды Исламбек Мисостов скончался. Новым князем-валием был избран Татархан Бекмурзин (1732—1737), сторонник пророссийской ориентации.